# Kalinin K-15
Die Kalinin K-15 war ein Versuchsflugzeug mit Raketenantrieb, das in den 1930er Jahren vom sowjetischen Ingenieur Konstantin Alexejewitsch Kalinin entworfen wurde und sich noch im Entwurfsstadium befand.

## Geschichte
Die Kalinin K-15 war ein geplanter Raketenjäger, der Anfang der 1930er Jahre von Konstantin Kalinin entworfen wurde. Die Bewaffnung bestand höchstwahrscheinlich aus zwei 20-mm-SchWAK-Kanonen in den Flügelwurzeln. Das Flugzeug verließ aber nie die Entwurfsphase, da Kalinin während der stalinistischen Säuberungen 1938 verhaftet wurde. Das Flugzeug wurde in einer schwanzlosen Deltaflügelkonfiguration entworfen, ähnlich den modernen Deltaflügeln.
Die K-15, so die wahrscheinliche Bezeichnung des Typs, soll eine Länge von 10 m bei einer Flügelspannweite von 9,5 m gehabt haben. Das Vorstellung überzeugte Kalinin, ein Flugzeug zu entwerfen, das diese Eigenschaften nutzen konnte, aber die damals verfügbare Technologie erlaubte es noch nicht, das Projekt in einen funktionierenden Prototyp umzuwandeln.